# 巴勃罗·费尔南德斯·桑托斯
巴勃罗·费尔南德斯·桑托斯（西班牙語：Pablo Fernández Santos，1976年6月4日—）是西班牙卡斯蒂利亚-莱昂自治区左翼政治人物，“我們能”党员。

## 来历
1976年出生于莱昂，毕业于马德里康普顿斯大学法律专业。毕业后选择自由职业，在家乡开设报亭。
2014年加入了“我們能”党的成立，成功当选党内公民委员会委员，2015年2月，他当选“我們能”驻卡斯蒂利亚-莱昂自治区委员会總書記，同年当选自治区议会议员。
2017年5月，他再次当选卡斯蒂利亚-莱昂区委员会總書記